# Nakteberget
Nakteberget är ett naturreservat i Arvidsjaurs kommun och Älvsbyns kommun i Norrbottens län.
Området är naturskyddat sedan 1969 och är 4,8 kvadratkilometer stort. Reservatet omfattar de högra partiet av berget med detta namn med skog, myrar och två tjärnar. Reservatet skog består av gammal granskog och hällmarkstallskog. 